# 珠山区
珠山区是中国江西省景德镇市的一个市辖区，位於江西省東北部，景德鎮中心城區之一。東北與浮樑縣毗鄰，西南同昌江區接壤，昌江自北向南縱貫全區，區政府駐中山北路。

## 行政区划
珠山区下辖9个街道办事处、1个镇：
石狮埠街道、新厂街道、里村街道、周路口街道、昌江街道、新村街道、珠山街道、太白园街道、昌河街道和竟成镇。
根據第七次人口普查數據，截至2020年11月1日零時，珠山區常住人口為383453人。